# Фоминское (Смоленская область)
Фоминское — деревня в Угранском районе Смоленской области России. Входит в состав Мытишинского сельского поселения. 
Население — 6 жителей (2007 год). 
Расположена в юго-восточной части области в 28 км к северо-западу от Угры, в 28 км северо-западнее автодороги Знаменка-Спас-Деменск, на берегу реки Серебрянка. В 27 км восточнее от деревни находится железнодорожная станция О.п. 37-й км на линии Торжок-Брянск. 

## История
В годы Великой Отечественной войны деревня была оккупирована гитлеровскими войсками в октябре 1941 года, освобождена в марте 1943 года.